# エバンゲロス・ダマスコス
エバンゲロス・ダマスコス（Evangelos Damaskos, 希: Ευάγγελος Δαμάσκος, 生没年不明）は、ギリシャの陸上競技選手である。彼は、1896年に開催されたアテネオリンピックに出場して、棒高跳で3位となった。

## 経歴
ダマスコスは、アテネオリンピックで棒高跳に出場した。棒高跳競技には地元ギリシャから3人、アメリカ合衆国から2人が出場して、合計5人の選手での争いとなった。彼は2メートル60センチの記録を出して、同じギリシャ代表のIoannis Theodoropoulosと3位の座を分け合う結果になっている。 